# Liga Saesa 2022
La Liga Saesa 2022 fue la 22.° edición de esta competición chilena de básquetbol. El campeonato contará con 20 equipos pertenecientes a las regiones de La Araucanía, Los Ríos y Los Lagos. Se volverá a disputar tras la pausa durante las temporadas 2020 y 2021.
Por primera vez en la competición, participarán de manera conjunta equipos de primera y segunda división.
El defensor del título es CD Las Animas, que ganó la edición 2019.

## Sistema de campeonato

### Fase Zonal
Los 20 equipos se dividen en 4 zonas, en cada una se disputarán partidos todos contra todos a dos ruedas. Los equipos que finalicen en los primeros dos lugares de cada zona clasificarán a play-offs.

### Play-offs
Los 8 equipos clasificados a los play-offs se emparejarán para jugar los cuartos de final, posteriormente semifinales y la final.

## Equipos participantes
| Club                            | Región                 | Ciudad       |
| ------------------------------- | ---------------------- | ------------ |
| Deportes Lautaro                | Región de la Araucanía | Lautaro      |
| AB Temuco                       | Región de la Araucanía | Temuco       |
| Deportes Carahue                | Región de la Araucanía | Carahue      |
| Municipal Gorbea                | Región de la Araucanía | Gorbea       |
| Municipal Loncoche              | Región de la Araucanía | Loncoche     |
| Escuela Alemana de Paillaco     | Región de Los Ríos     | Paillaco     |
| CD Valdivia                     | Región de Los Ríos     | Valdivia     |
| Las Ánimas                      | Región de Los Ríos     | Valdivia     |
| La Unión                        | Región de Los Ríos     | La Unión     |
| CSD Osorno                      | Región de Los Lagos    | Osorno       |
| CD Español                      | Región de Los Lagos    | Osorno       |
| CEB Purranque                   | Región de Los Lagos    | Purranque    |
| CDSC Puerto Varas               | Región de Los Lagos    | Puerto Varas |
| Escuela Alemana de Puerto Varas | Región de Los Lagos    | Puerto Varas |
| CEB Puerto Montt                | Región de Los Lagos    | Puerto Montt |
| Pumas Puerto Montt              | Región de Los Lagos    | Puerto Montt |
| AB Ancud                        | Región de Los Lagos    | Ancud        |
| San Francisco Asís              | Región de Los Lagos    |              |
| Deportes Castro                 | Región de Los Lagos    | Castro       |
| CDSC Achao                      | Región de Los Lagos    | Achao        |

## Fase Zonal

### Zona A
|    | Equipo             | PTS | PJ | PG | PP | PF  | PC  | DIF  |
| -- | ------------------ | --- | -- | -- | -- | --- | --- | ---- |
| 1. | Municipal Loncoche | 15  | 8  | 7  | 1  | 606 | 553 | 53   |
| 2. | AB Temuco          | 14  | 8  | 6  | 2  | 590 | 487 | 103  |
| 3. | Municipal Gorbea   | 12  | 8  | 4  | 4  | 562 | 566 | -4   |
| 4. | Deportes Lautaro   | 11  | 8  | 3  | 5  | 570 | 534 | 36   |
| 5. | Deportes Carahue   | 8   | 8  | 0  | 8  | 447 | 635 | -188 |

### Zona B
|    | Equipo                      | PTS | PJ | PG | PP | PF  | PC  | DIF  |
| -- | --------------------------- | --- | -- | -- | -- | --- | --- | ---- |
| 1. | CD Español                  | 19  | 10 | 9  | 1  | 789 | 600 | 189  |
| 2. | CD Valdivia                 | 17  | 10 | 7  | 3  | 677 | 620 | 57   |
| 3. | Las Ánimas                  | 17  | 10 | 7  | 3  | 660 | 575 | 85   |
| 4. | Escuela Alemana de Paillaco | 15  | 10 | 5  | 5  | 683 | 712 | -29  |
| 5. | CDSC Osorno                 | 12  | 10 | 2  | 8  | 602 | 742 | -140 |
| 6. | La Unión                    | 10  | 10 | 0  | 10 | 531 | 693 | -162 |

### Zona C
|    | Equipo                          | PTS | PJ | PG | PP | PF  | PC  | DIF  |
| -- | ------------------------------- | --- | -- | -- | -- | --- | --- | ---- |
| 1. | CDSC Puerto Varas               | 13  | 8  | 5  | 3  | 605 | 513 | 92   |
| 2. | CEB Puerto Montt                | 13  | 8  | 5  | 3  | 539 | 490 | 49   |
| 3. | Pumas Puerto Montt              | 13  | 8  | 5  | 3  | 588 | 571 | 17   |
| 4. | Escuela Alemana de Puerto Varas | 13  | 8  | 5  | 3  | 542 | 518 | 24   |
| 5. | CEB Purranque                   | 8   | 8  | 0  | 8  | 467 | 649 | -182 |

### Zona D
|    | Equipo             | PTS | PJ | PG | PP | PF   | PC  | DIF  |
| -- | ------------------ | --- | -- | -- | -- | ---- | --- | ---- |
| 1. | AB Ancud           | 22  | 12 | 10 | 2  | 1015 | 922 | 93   |
| 2. | CDSC Achao         | 18  | 12 | 6  | 6  | 905  | 929 | -24  |
| 3. | Deportes Castro    | 17  | 12 | 5  | 7  | 1014 | 958 | 56   |
| 4. | San Francisco Asís | 15  | 12 | 3  | 9  | 871  | 996 | -125 |

     1° y 2° lugar. Avanza a play-offs.

## Play-offs
|  | Cuartos de final  | Cuartos de final  | Cuartos de final  |                   |                   | Semifinales       | Semifinales | Semifinales |  |                   | Final             | Final | Final |  |
|  |                   |                   |                   |                   |                   |                   |             |             |  |                   |                   |       |       |  |
|  |                   |                   |                   |                   |                   |                   |             |             |  |                   |                   |       |       |  |
|  | Español de Osorno | Español de Osorno | 2                 |                   |                   |                   |             |             |  |                   |                   |       |       |  |
|  | Español de Osorno | Español de Osorno | 2                 |                   |                   |                   |             |             |  |                   |                   |       |       |  |
|  | AB Temuco         | AB Temuco         | 0                 |                   |                   |                   |             |             |  |                   |                   |       |       |  |
|  | AB Temuco         | AB Temuco         | 0                 |                   | Español de Osorno | Español de Osorno | 2           |             |  |                   |                   |       |       |  |
|  |                   |                   |                   |                   | Español de Osorno | Español de Osorno | 2           |             |  |                   |                   |       |       |  |
|  |                   |                   | CD Loncoche       | CD Loncoche       | 0                 |                   |             |             |  |                   |                   |       |       |  |
|  | CD Valdivia       | CD Valdivia       | CD Loncoche       | CD Loncoche       | 0                 | 1                 |             |             |  |                   |                   |       |       |  |
|  | CD Valdivia       | CD Valdivia       |                   |                   |                   |                   |             |             |  |                   |                   |       |       |  |
|  | CD Loncoche       | CD Loncoche       | 2                 |                   |                   |                   |             |             |  |                   |                   |       |       |  |
|  | CD Loncoche       | CD Loncoche       | 2                 |                   |                   |                   |             |             |  | Español de Osorno | Español de Osorno | 2     |       |  |
|  |                   |                   |                   |                   |                   |                   |             |             |  | Español de Osorno | Español de Osorno | 2     |       |  |
|  |                   |                   | CEB Puerto Montt  | CEB Puerto Montt  | 0                 |                   |             |             |  |                   |                   |       |       |  |
|  | CEB Puerto Montt  | CEB Puerto Montt  | CEB Puerto Montt  | CEB Puerto Montt  | 0                 | 2                 |             |             |  |                   |                   |       |       |  |
|  | CEB Puerto Montt  | CEB Puerto Montt  |                   |                   |                   |                   |             |             |  |                   |                   |       |       |  |
|  | ABA Ancud         | ABA Ancud         | 0                 |                   |                   |                   |             |             |  |                   |                   |       |       |  |
|  | ABA Ancud         | ABA Ancud         | 0                 |                   | CEB Puerto Montt  | CEB Puerto Montt  | 2           |             |  |                   |                   |       |       |  |
|  |                   |                   |                   |                   | CEB Puerto Montt  | CEB Puerto Montt  | 2           |             |  |                   |                   |       |       |  |
|  |                   |                   | CDSC Puerto Varas | CDSC Puerto Varas | 0                 |                   |             |             |  |                   |                   |       |       |  |
|  | CDSC Puerto Varas | CDSC Puerto Varas | CDSC Puerto Varas | CDSC Puerto Varas | 0                 | 2                 |             |             |  |                   |                   |       |       |  |
|  | CDSC Puerto Varas | CDSC Puerto Varas |                   |                   |                   |                   |             |             |  |                   |                   |       |       |  |
|  | CDSC Achao        | CDSC Achao        | 1                 |                   |                   |                   |             |             |  |                   |                   |       |       |  |
|  | CDSC Achao        | CDSC Achao        | 1                 |                   |                   |                   |             |             |  |                   |                   |       |       |  |
|  |                   |                   |                   |                   |                   |                   |             |             |  |                   |                   |       |       |  |

## Campeón
|                               |
| Español de Osorno 2.do título |
|                               |

## Campeones

### U17
|                   |
| CDSC Puerto Varas |

### U15
|            |
| Las Animas |

### U13
|                   |
| CDSC Puerto Varas |